# اوکلینه
اوکلینه (به لهستانی:  Okliny) یک روستا در لهستان است که در گمینا ویژاینه واقع شده‌است. اوکلینه ۱۴۰ نفر جمعیت دارد.